# Мухун
Мухун (фр. Mouhoun) — одна из 45 провинций Буркина-Фасо. Входит в состав региона Букле-ду-Мухун. Административный центр провинции — город Дедугу. Площадь провинции составляет 6668 км².

## Население
По данным на 2013 год численность населения провинции составляла 359 302 человека.
Динамика численности населения провинции по годам:
| 1996    | 1997    | 2005    | 2006    | 2013    |
| ------- | ------- | ------- | ------- | ------- |
| 235 391 | 237 048 | 296 561 | 298 088 | 359 302 |

## Административное деление
В административном отношении подразделяется на 7 департаментов:
- Бондоку
- Дедугу
- Дурула
- Кона
- Уаркойе
- Сафане
- Чериба